# Bicyclus ansorgei
Bicyclus ansorgei är en fjärilsart som beskrevs av Sharpe 1896. Bicyclus ansorgei ingår i släktet Bicyclus och familjen praktfjärilar. Inga underarter finns listade i Catalogue of Life.